# Tombeau de Tự Đức
Pour les articles homonymes, voir Khiêm.
Le mausolée ou tombeau de Tự Đức (en vietnamien: Lăng Tự Đức) est le lieu où l'empereur Tự Đức, qui règna sur l'empire d'Annam (aujourd'hui Viêt Nam) de  1848 à 1883, fit construire sa sépulture future.
En fait, il fut enterré à Hué dans un autre lieu tenu secret.
Il est  construit dans une vallée étroite appartenant au village de Duong Xuan Thuong (aujourd’hui hameau de Thuong Ba, village de Thuy Xuan), et situé au milieu d’une immense forêt de pins, à 8 km du centre de Huế en direction du sud-ouest. Le mausolée, qui servait également de résidence de campagne, se trouve à six kilomètres au sud-ouest de l'ancienne ville impériale de Hué. Il s'appelait le domaine de Khiem du vivant de l'empereur.

## Historique
Tự Đức dessina lui-même son mausolée comptant plusieurs dizaines de bâtiments dans un parc clos de douze hectares, agrémenté de bassins et ombragé d'essences diverses dont des frangipaniers et des longaniers.
La construction dura de 1865 à 1867 soit presque vingt ans avant la mort de l'empereur. Celui-ci avait plus d'une centaine d'épouses et de concubines, mais, stérile, il ne put donner un héritier direct au trône sans doute à cause de la variole contractée dans sa jeunesse.
Le lieu lui servait également de résidence de campagne où il aimait se reposer en compagnie de ses nombreuses épouses et concubines, à composer des poèmes et à méditer sur le passage de la vie à la mort. Plusieurs petits pavillons ont été édifiés dans ce but.
Il s'y installa de façon quasi permanente une dizaine d'années avant sa mort, d'autant qu'une révolution de palais en 1866 à Hué avait failli lui coûter son trône et que la révolte grondait contre la hausse des impôts. L'empereur chassait dans les environs et naviguait sur les lacs et les étangs artificiels. Les embarcations étaient amarrées devant le pavillon Du Khiem.

## Description
L'embarcadère Du Khiem, sur pilotis, donne sur un petit lac, le lac Luu Khiem, alimenté par une rivière descendant du nord-ouest au sud-est. Il fait face à un petit îlot central (Tinh Khiem). Au nord du petit lac on remarque le pavillon Xung Khiem, élégant pavillon de loisir sur pilotis.
Trois autres édifices s'étendent au nord: le mausolée de l'impératrice Lê Thien Anh, orienté nord-ouest sud-est, près de la rivière, ensuite au nord-est le temple Chap Khiem comprenant trois édifices, puis vers l'est, la tombe de l'empereur Kien Phuc, neveu et fils adoptif de Tự Đức, qui ne règna que sept mois à l'âge de quinze ans.
Les deux portes d'accès au domaine se trouvent pour la porte principale, la porte Vi Khiem, au sud-est (derrière laquelle se trouvait le temple Chi Khiem aujourd'hui détruit) et au nord-est pour l'autre porte.
Le domaine en forme de cercle comprend en son centre le pavillon de la stèle faisant face à l'ouest à la tombe de l'empereur séparée par un bassin.

### La zone du culte
À l’entrée du tombeau, se trouve le lac Luu Khiem au milieu duquel l’îlot de Tinh Khiem abrite les pavillons Xung Khiem Ta et Du Khiem Ta, lieux de loisir du roi. Puis, trois marches de granit conduisent au temple de Khiêm, puis au temple de Hoa Khiêm, autrefois lieu de travail du roi, où sont aujourd’hui honorées ses tablettes funéraires et celles de la reine.
Le pavillon de la stèle où sont inscrits les idéogrammes de l'épitaphe glorifiant sa mémoire se trouve à l'est du pavillon Du Khiem, pavillon sur pilotis de l'empereur. Cette stèle est la plus imposante du pays. Il a fallu quatre ans pour transporter sa pierre d'une carrière située à 500 kilomètres, tant elle était lourde.
À gauche et à droite, ce sont le Phap Khiem Vu et le Le Khiem Vu, réservés aux mandarins civils et militaires de la suite du roi. Derrière le temple de Hoa Khiem, se trouve celui de Luong Khiem, dédié à la reine-mère Tu Du. Plus à droite, c’est le temple Khiem Duong, l’endroit où sont entreposés les objets personnels du roi. À gauche du temple de Luong Khiem, est construit le théâtre de Minh Khiem où le roi assistait à des représentations. Il y a aussi Chi Khiem Duong (où se trouvent les autels consacrés aux concubines du roi) et les pavillons de Y Khiem et Tri Khiem.

### La zone du tombeau
En suivant le chemin dallé de briques, serpentant le long des rives du lac, on arrive à la zone du tombeau avec la Cour d’honneur, le pavillon de la Stèle, l’étang en demi-lune, et l’enceinte du tombeau (Buu Thanh).
Juste après la cour d’honneur avec deux rangées de statues, on arrive à Bi Dinh, le pavillon de la Stèle, qui porte gravé un texte long de 4 935 mots, composé par le roi pour parler de sa vie, de ses péripéties et de son règne, ainsi que des périls qu’il a affrontés. Sur la colline, de l’autre côté du lac en demi-lune Tieu Khiem Tri, se trouve la tombe elle-même, le Buu Thanh, construite en briques.
Plus au sud, un vaste quadrilatère comprend plusieurs cours et édifices dont l'entrée principale tournée à l'est se trouve derrière le pavillon Du Khiem. Ce lieu donne accès par la porte Khiem Cung à une vaste cour avec un bâtiment au nord, le pavillon Lê Khiem, et un autre au sud, le pavillon Phap Khiem. Le côté occidental de la cour est formé par le palais Hoa Khiem. Derrière celui-ci le visiteur accède à une autre cour avec au nord le théâtre Minh Khiem ; à l'est, le palais Luong Khiem ; au sud, le pavillon On Khiem.
Ces quatre bâtiments autour de la cour forment un plan en croix grecque.
C'est au sud du pavillon On Khiem que se trouvait le vaste gynécée, aujourd'hui disparu, avec ses pavillons et ses cours.

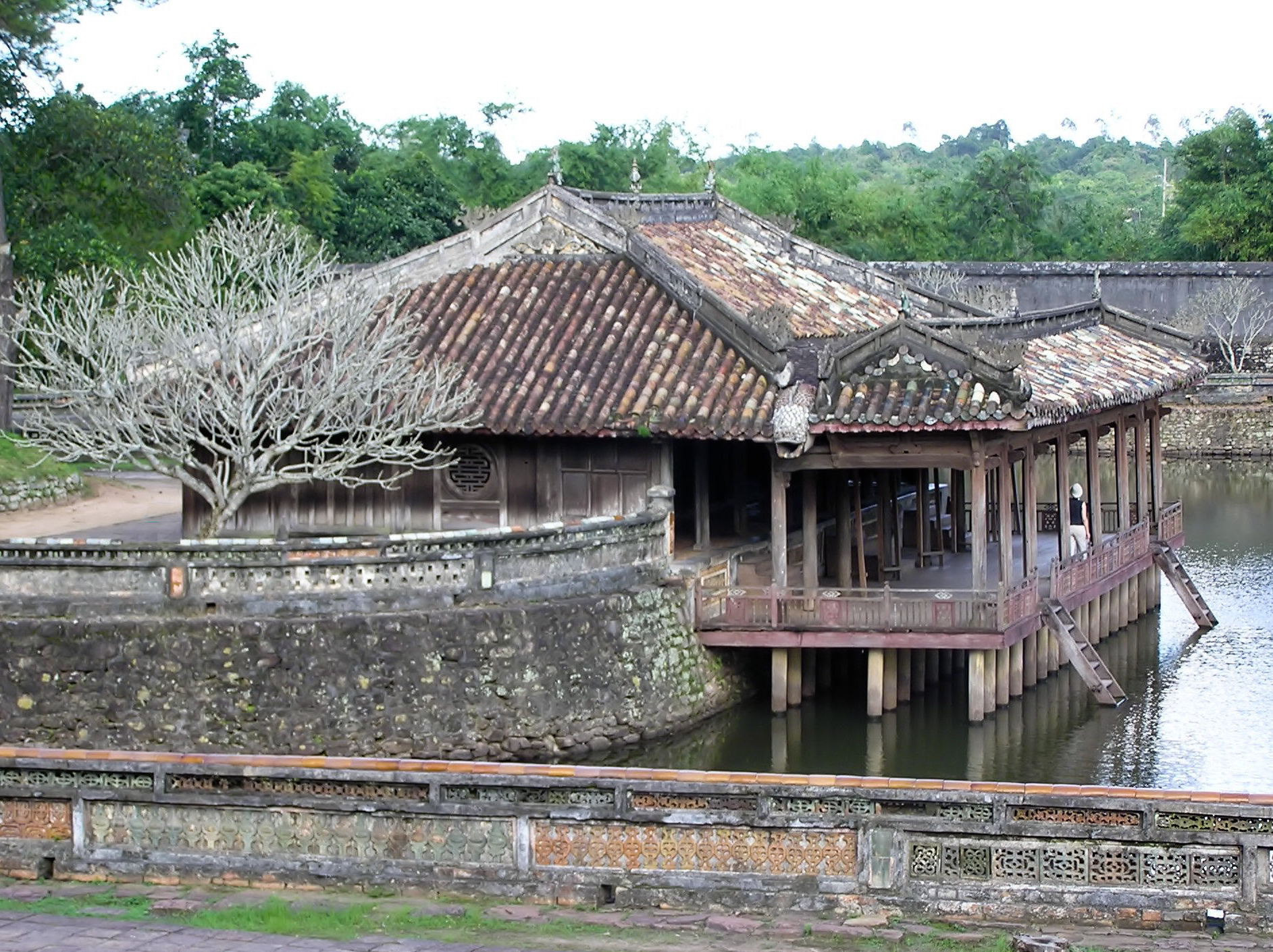
Vue du pavillon Xung Khiem
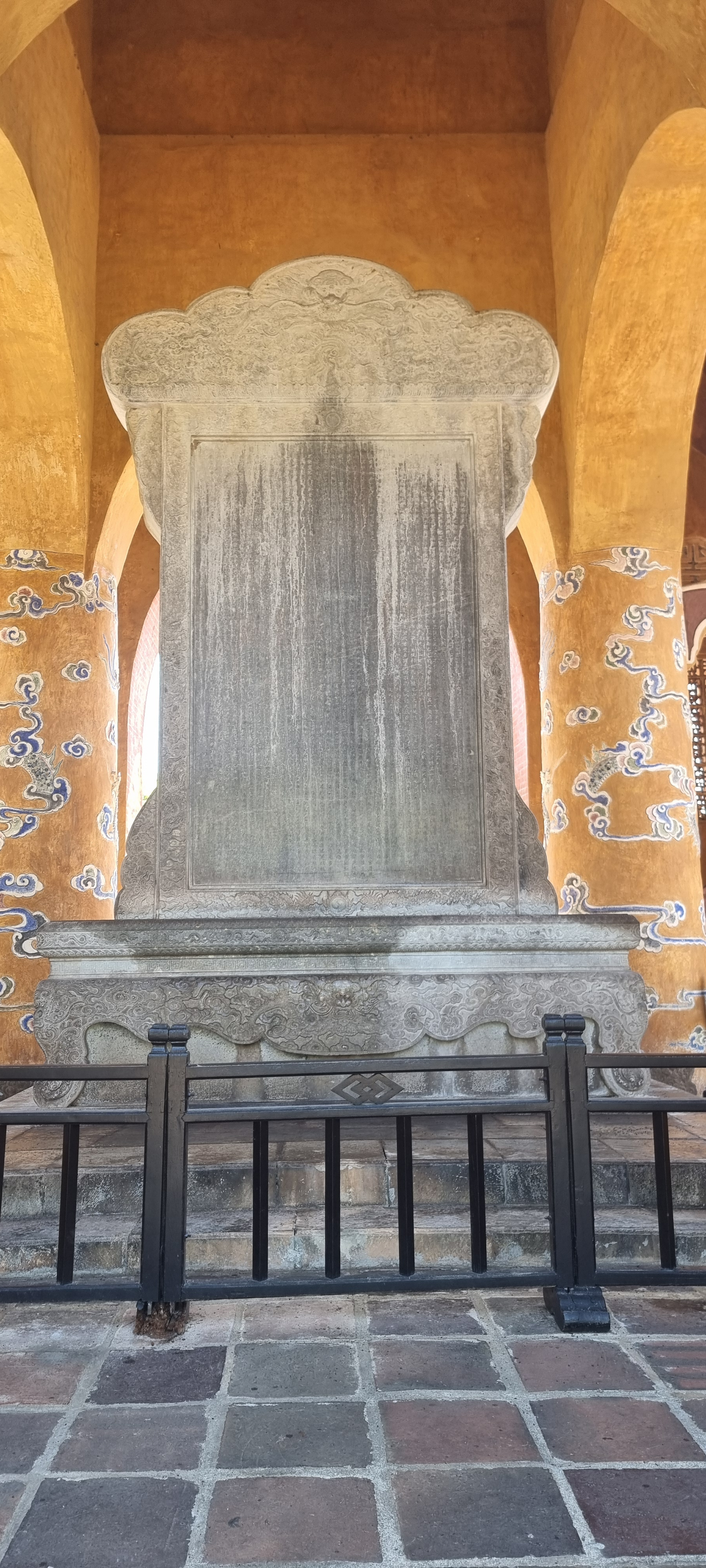
Grande stèle de marbre, avec un texte de 4935 mots, vue de l'ouest
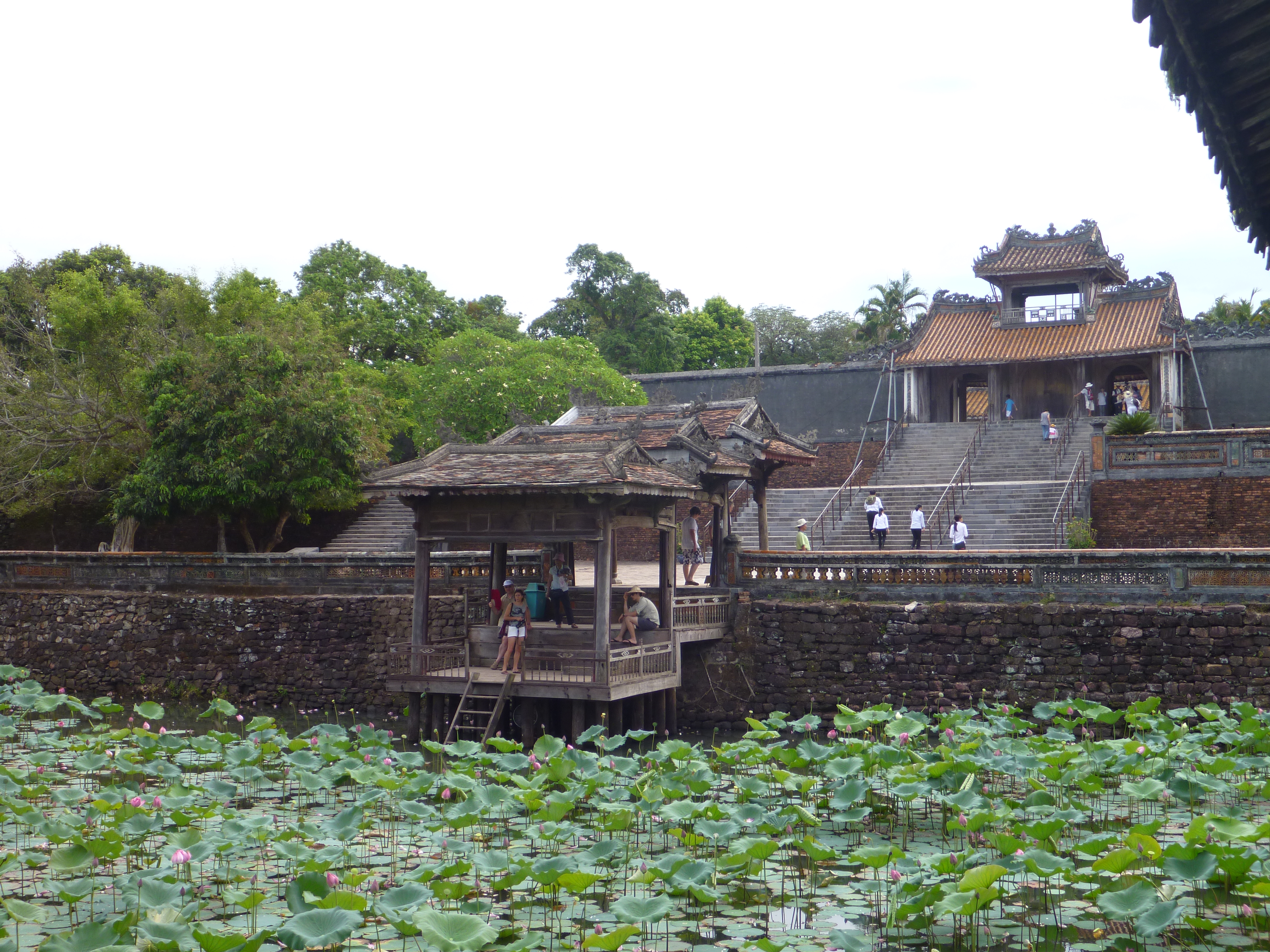
Vue du lac Luu Khiem recouvert de lotus ; au fond, entrée vers le palais Hoa Khiem
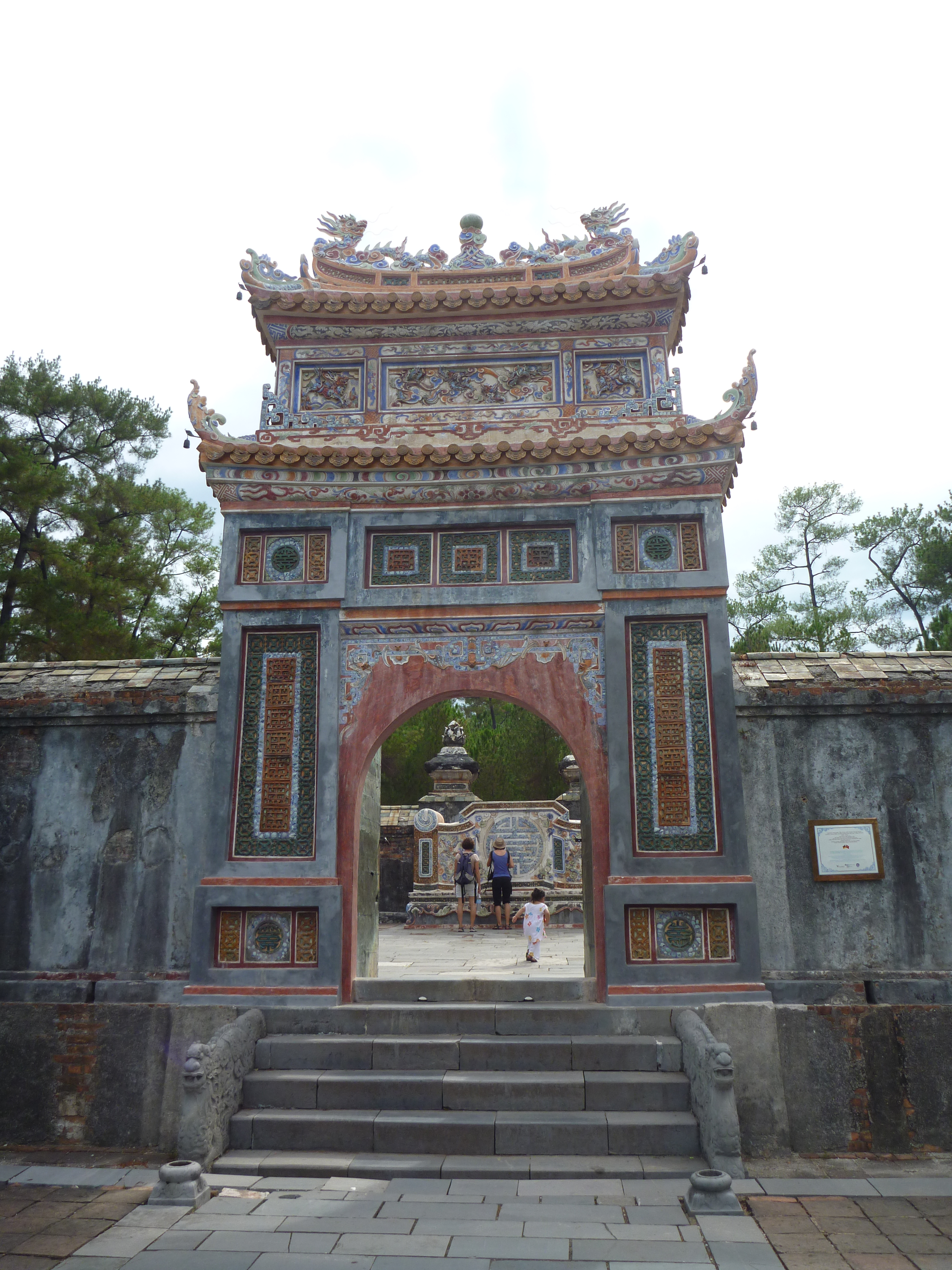
Porte restaurée menant à la sépulture de la première épouse de Tự Đức, Lê Thien Anh